# Pere Vicenç (abat)
|  | Per a altres significats, vegeu «Pere Vicens (desambiguació)». |

Pere Vicenç (?-1587) fou abat del monestir Sant Quirze de Colera entre 1559(?) i 1587, per bé que de manera comendatària. El seu lloc de residència era Castelló d'Empúries on era secretari del comissari del Sant Ofici i vicari forense de la cort eclesiàstica. També fou visitador de la congregació benedictina per la província de la Tarraconense. Sembla que el 1587 ja era mort i que el seu càrrec al monestir no va ser substituït, ja que el 1592 el papa Climent VIII a petició del rei Felip II va ordenar que Sant Quirze de Colera fos agregat a Sant Pere de Besalú fins a la desamortització de 1835.